# Дніпробуд II
Дніпробу́д II (у 1931 році — Олександрівськ-Правий) — проміжна залізнична станція Запорізької дирекції Придніпровської залізниці на електрифікованій лінії Апостолове — Запоріжжя між станціями Канцерівка (8 км) та Запорізька Січ (6 км). Розташована у Хортицькому районі міста Запоріжжя.

## Історія
Станція відкрита у вересні 1931 року в складі новозбудованої лінії Шлюзова — Канцерівка.
У 1935 році електрифікована в складі дільниці Довгинцеве — Запоріжжя.
У 1941 році контактна мережа була  демонтована, а у 1952 році — відновлена.

## Пасажирське сполучення
З 2023 року на станції Дніпробуд II зупиняються лише приміські електропоїзди, яким тимчасово обмежено маршрут руху від Запоріжжя до станції Марганець.
З 19 січня 2023 року, через регулярні обстріли Нікополя та громад Нікопольського району з боку російських окупантів та з метою безпечного пересування пасажирів, поїздам далекого сполучення, що прямували через станцію Нікополь, тимчасово змінено маршрут руху через станцію Дніпро-Головний.
З 28 липня 2025 року на вокзалі станції Дніпробуд-2 закрили касу.
На вході до будівлі вокзалу розміщено оголошення, де вказано, що з 28 липня квиткова каса не працює з технічних причин. Однак, касу на цій станції планували ліквідувати давно, не дивлячись, що вона єдина у віддаленому районі Запоріжжя. Тум можна було придбати квитки на поїзда далекого сполучення та електрички.
Спочатку було змінено графік роботи, з 8 до 16 години, коли останній ранковий електропоїзд з Марганця прослідував через станцію Дніпробуд-2 ще о 7:20, а вечірній в напрямку Марганецья - о 16:40. Таким чином, ця каса обслуговувала лише два рейси з шести, що курсують по цій гілці. Вочевідь, керівництво Укрзалізниці, замість того, щоб зробитий зручний графік роботи каси, зробило висновки, що вона не рентабельна і просто її закрило.У Запоріжжі на залізничній станції закрили касу
До повномасштабного російського вторгнення в Україну через станцію курсували: 
Приміські електропоїзди:
- Нікополь — Запоріжжя II (3 пари)
- Нікополь — Запоріжжя I (1 пара)
- Канцерівка — Запоріжжя I — Пришиб (1 рейс)
- Дніпробуд ІІ — Новоолексіївка — Генічеськ / Сиваш (1 рейс)
- Кривий Ріг-Головний — Запоріжжя II (1 пара по днях тижня; влітку призначався до станції Генічеськ).

Поїзди далекого сполучення:
- № 59/62 Харків — Одеса;
- № 71/72 Запоріжжя — Київ (з 11 грудня 2016 року поїзду було відновлено курсування за історичним маршрутом)[8][9].
- № 96/95 Кривий Ріг — Москва;
- № 119/120 Запоріжжя — Львів;
- № 141/142 Маріуполь — Одеса.

Поїзди сезонного призначення:
- № 144/143 Кривий Ріг — Генічеськ;
- № 552/551 Кривий Ріг — Бердянськ.

З 23 липня 2015 по грудень 2018 року через день курсував поїзд з групою вагонів безпересадкового сполучення Кривий Ріг — Одеса в складі нічного пасажирського поїзда «Таврія» № 318/317 Запоріжжя — Одеса.